# Saison 2023 des Eagles de Philadelphie
Chronologie
Précédent Suivant
La saison 2023 des Eagles de Philadelphie est la 91e saison de la franchise au sein de la National Football League.
Il s'agit de la 21e saison jouée au Lincoln Financial Field à Philadelphie en Pennsylvanie, la 3e sous la direction de l'entraîneur principal Nick Sirianni et la 8e sous la direction du manager général Howie Roseman.
La saison 2023 est également la 3e comme titulaire au poste de quarterback de Jalen Hurts, celui-ci ayant été acquis au deuxième tour lors de la draft 2020 de la NFL.
Les Eagles tenteront de faire une deuxième apparition consécutive au Super Bowl après avoir perdu la 57e édition contre les Chiefs par la marque de 35-38, pour la première fois depuis la saison 1949.

## Free agency

### Eagles de 2022
|  | Eagles resigné par les Eagles     |
|  | Joueur non resigné par les Eagles |

| Poste | Joueur                | Statut | Équipe en 2023          | Date       | Contrats                  |
| ----- | --------------------- | ------ | ----------------------- | ---------- | ------------------------- |
| TE    | Tyree Jackson         | ERFA   | Giants de New York      | 30 août    | Équipe de pratique        |
| WR    | Zach Pascal           | UFA    | Cardinals de l'Arizona  | 20 mars    | 2 ans, 4,5 millions de $  |
| QB    | Gardner Minshew       | UFA    | Colts d'Indianapolis    | 17 mars    | 1 an, 3,5 millions de $   |
| P     | Brett Kern            | UFA    | Retraite                |            |                           |
| FS    | Marcus Epps           | UFA    | Raiders de Las Vegas    | 17 mars    | 2 ans, 12 millions de $   |
| SS    | C. J. Gardner-Johnson | UFA    | Lions de Détroit        | 20 mars    | 1 an, 8 millions de $     |
| CB    | James Bradberry       | UFA    | Eagles de Philadelphie  | 15 mars    | 3 ans, 38 millions de $   |
| RB    | Miles Sanders         | UFA    | Panthers de la Caroline | 15 mars    | 4 ans, 25,4 millions de $ |
| RB    | Boston Scott          | UFA    | Eagles de Philadelphie  | 15 mars    | 1 an                      |
| OLB   | Kyzir White           | UFA    | Cardinals de l'Arizona  | 15 mars    | 2 ans, 11 millions de $   |
| DE    | Brandon Graham        | UFA    | Eagles de Philadelphie  | 11 mars    | 1 an, 6 millions de $     |
| G     | Isaac Seumalo         | UFA    | Steelers de Pittsburgh  | 19 mars    |                           |
| MLB   | T. J. Edwards         | UFA    | Bears de Chicago        | 13 mars    | 3 ans, 19,5 millions de $ |
| C     | Jason Kelce           | UFA    | Eagles de Philadelphie  | 13 mars    | 1 an, 14,25 millions de $ |
| DT    | Linval Joseph         | UFA    | Bills de Buffalo        | 2 novembre | 1 an, 3,72 millions de $  |
| DT    | Ndamukong Suh         | UFA    |                         |            |                           |
| T     | Andre Dillard         | UFA    | Titans du Tennessee     | 13 mars    | 3 ans, 29 millions de $   |
| DT    | Fletcher Cox          | UFA    | Eagles de Philadelphie  | 16 mars    | 1 an, 10 millions de $    |
| DT    | Javon Hargrave        | UFA    | 49ers de San Francisco  | 16 mars    | 4 ans, 84 millions de $   |
| DE    | Robert Quinn          | UFA    |                         |            |                           |

### Joueurs arrivant en 2023
| Poste | Joueur                 | Âge    | Équipe en 2022                | Contrat                 |
| ----- | ---------------------- | ------ | ----------------------------- | ----------------------- |
| RB    | Rashaad Penny          | 27 ans | Seahawks de Seattle           | 1 an, 1,35 million de $ |
| CB    | Greedy Williams (en)   | 25 ans | Browns de Cleveland           | 1 an                    |
| QB    | Marcus Mariota         | 29 ans | Falcons d'Atlanta             | 1 an, 1,5 million de $  |
| S     | Justin Evans (en)      | 27 ans | Saints de la Nouvelle-Orléans | 1 an                    |
| LB    | Nicholas Morrow (en)   | 27 ans | Bears de Chicago              | 1 an                    |
| S     | Terrell Edmunds (en)   | 26 ans | Steelers de Pittsburgh        | 1 an, 2 millions de $   |
| DT    | Kentavius Street (en)  | 26 ans | Saints de la Nouvelle-Orléans | 1 an                    |
| WR    | Olamide Zaccheaus (en) | 26 ans | Falcons d'Atlanta             | 1 an                    |
| TE    | Dan Arnold (en)        | 28 ans | Jaguars de Jacksonville       | 1 an                    |
| WR    | Charleston Rambo (en)  | 24 ans | Guardians d'Orlando           | 1 an                    |
| OT    | Dennis Kelly (en)      | 33 ans | Colts d'Indianapolis          | 1 an                    |
| WR    | Deon Cain              | 27 ans | Stallions de Birmingham       | 1 an                    |
|       |                        |        |                               |                         |
|       |                        |        |                               |                         |
|       |                        |        |                               |                         |
|       |                        |        |                               |                         |

### Mouvements internes
| Poste | Joueur | Note |
| ----- | ------ | ---- |

| Poste | Joueur     | Note   |
| ----- | ---------- | ------ |
| OT    | Brett Toth | Libéré |

| Poste | Joueur      | Note                    |
| ----- | ----------- | ----------------------- |
| CB    | Darius Slay | 2 ans, 42 millions de $ |

## Draft 2023
| Tour | Sélection | Joueur | Postes | Universités |
| ---- | --------- | ------ | ------ | ----------- |
| 1    | 10        | ?      | ?      | ?           |
| 1    | 30        | ?      | ?      | ?           |
| 2    | 62        | ?      | ?      | ?           |
| 3    | 94        | ?      | ?      | ?           |
| 7    | 219       | ?      | ?      | ?           |
| 7    | 248       | ?      | ?      | ?           |

## Les matchs

### L'avant-saison
Les dates et matchs de présaison seront annoncés au printemps.

### La saison régulière
La liste suivante indique les adverses des Eagles pour la saison 2023. Les dates et horaires seront annoncés au printemps.
| Catégories                                                               | À domicile                                                    | En déplacement                                                |
| Adversaires de Division (NFC East)                                       | Cowboys de Dallas Giants de New York Commanders de Washington | Cowboys de Dallas Giants de New York Commanders de Washington |
| Adversaires de Conférence NFC (NFC West)                                 | Cardinals de l'Arizona 49ers de San Francisco                 | Rams de Los Angeles Seahawks de Seattle                       |
| Adversaires de Conférence (basé sur le placement des divisions en 2022)  | Vikings du Minnesota                                          | Buccaneers de Tampa Bay                                       |
| Adversaire Interconférence (AFC East)                                    | Bills de Buffalo Dolphins de Miami                            | Patriots de la Nouvelle-Angleterre Jets de New York           |
| Adversaire Interconférence (basé sur le placement des divisions en 2022) | -                                                             | Chiefs de Kansas City                                         |

## Liens Externes
- (en) Officiel des Eagles
- (en) Officiel de la NFL